# Réunionfody
Réunionfody (Foudia delloni) är en utdöd fågel i familjen vävare inom ordningen tättingar. 

## Utbredning
Réunionfodyn var endemisk för ön La Réunion i Maskarenerna. Fågelns existens finns omnämnd två gånger, dels i en reserapport av en viss Gabriel Dellon, dels av Dubois 1674. Det finns inget bevarat typexemplar, men beskrevs ändå formellt 2008 som en ny art i boken "Lost Land of the Dodo".

## Utseende
Fågeln var ungefär lika stor som en gråsparv. Hanen var i häckningsdräkt starkt rödfärgad på huvud, hals, strupe och vingundersidorna. Rygg och stjärt var bruna och buken blek. Honor och unga hanar var bruna med röd hals och röda vingar.

## Utdöende
Réunionfodyn var en gång i tiden mycket vanlig och faktiskt ett skadedjur som förstörde skörden för jordbrukare. Den sågs kort efter 1672. Fågeln dog troligen ut på grund av predation från införda råttor.

## Foudia bruante
En fody som förekom på La Réunion kallades tidigare för Foudia bruante av Philipp Ludwig Statius Müller i verket Planches Enluminées från 1776. Nu tros den vara en färgmorf av röd fody som infördes cirka 100 år efter att réunionfodyn nämndes första gången.